# Siebenbrunn (Markneukirchen)
Siebenbrunn ist seit 1. Juli 1950 ein Ortsteil der Stadt Markneukirchen im Vogtlandkreis (Freistaat Sachsen). Durch den Sträßel genannten Ortsteil von Siebenbrunn führt die Alte Egerer Poststraße, einst eine wichtige Handelsstraße Leipzig – Eger.

## Geografie

### Lage
Siebenbrunn liegt im Süden des sächsischen Teils des historischen Vogtlands bzw. Oberen Vogtlands. Der Ort liegt im Elstergebirge zwischen Adorf/Vogtl. und Markneukirchen. Er gehört zum Naturpark Erzgebirge/Vogtland. Der durch Siebenbrunn fließende Schwarzbach mündet in Adorf/Vogtl. in die Weiße Elster. Zu Siebenbrunn gehört der in der südwestlichen Flur gelegene Gemeindeteil Sträßel.⊙

### Nachbarorte
| Adorf/Vogtl. |                                             | Bernitzgrün    |
| Remtengrün   | Kompassrose, die auf Nachbargemeinden zeigt | Markneukirchen |
| Mühlhausen   |                                             | Schönlind      |

## Geschichte

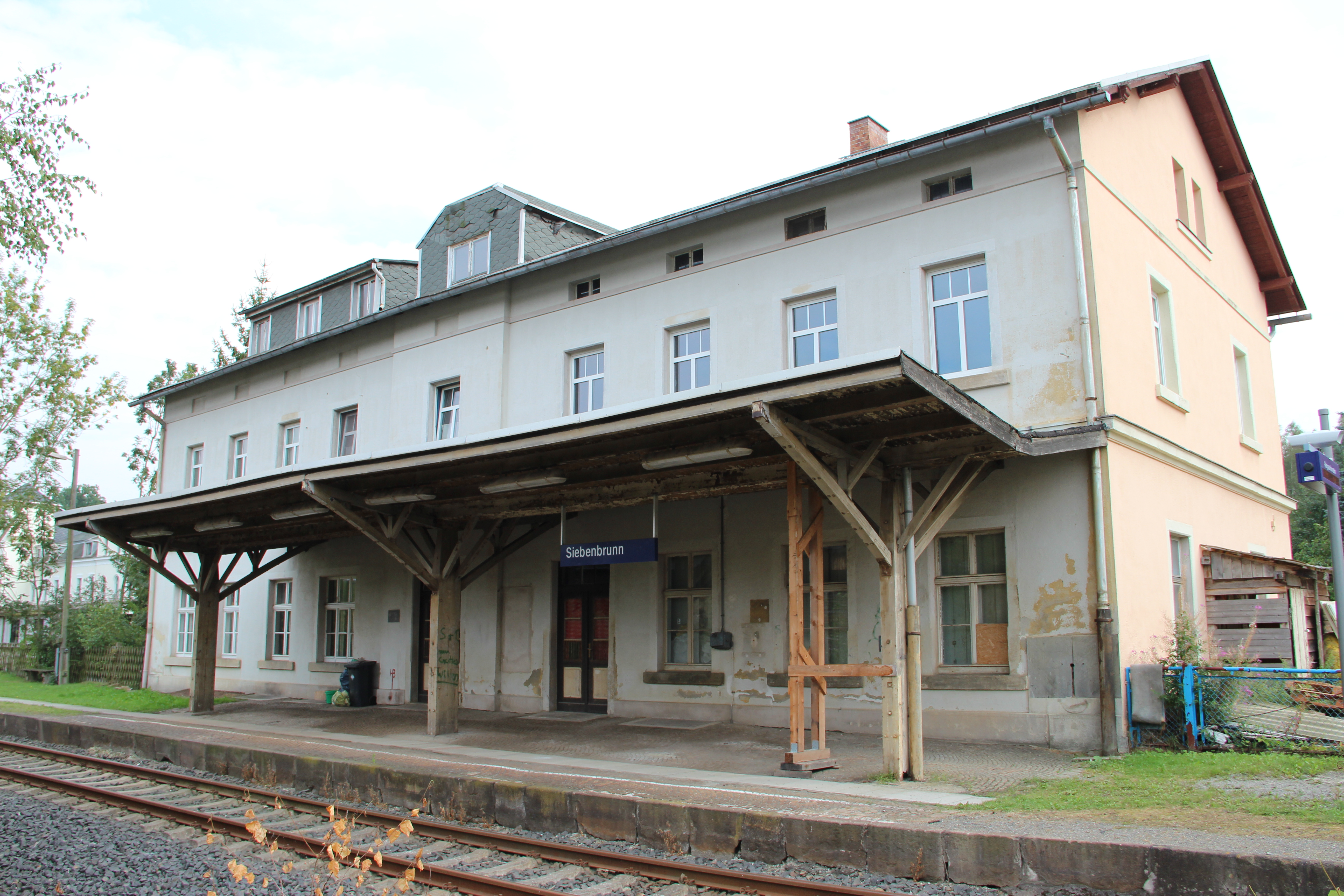
Bahnhof Siebenbrunn (2012)

Siebenbrunn wurde im Jahr 1378 unter dem Namen „Sybinbrun“, „Sybinbrunne“ erwähnt. Bis ins 19. Jahrhundert war der Ort unter verschiedene Grundherrschaften geteilt. Die in der südwestlichen Ortsflur gelegene Siedlung „Sträßel“ (auch als „Straßenhäuser“ bezeichnet) wurde seit 1816 erwähnt. Siebenbrunn gehörte bis 1856 zum kursächsischen bzw. königlich-sächsischen Amt Voigtsberg, nach 1856 zum Gerichtsamt Adorf und ab 1875 zur Amtshauptmannschaft Oelsnitz.
An der Alten Egerer Poststraße, die durch den Ortsteil Sträßel führt, steht eine Nachbildung der Kursächsischen Halbmeilensäule Nr. 78 von 1725, von dessen Original an der alten Handelsstraße Leipzig – Eger nur das Kopfstück übrig blieb.
Mit der Eröffnung der Bahnstrecke von Chemnitz über Aue nach Adorf erhielt Siebenbrunn im Jahr 1875 Eisenbahnanschluss. Der Bahnhof Siebenbrunn trug zunächst den Namen der Nachbarstadt Markneukirchen. Die Station wurde im Jahr 1909 mit der Eröffnung der Bahnstrecke nach Markneukirchen (1911 nach Erlbach verlängert) in Markneukirchen-Siebenbrunn umbenannt, um Verwechslungen mit dem neuen Bahnhof Markneukirchen auszuschließen. Seit 1935 heißt der Bahnhof nur noch Siebenbrunn.
Am 1. Juli 1950 erfolgte die Eingemeindung von Siebenbrunn nach Markneukirchen. Durch die zweite Kreisreform in der DDR kam Siebenbrunn als Ortsteil von Markneukirchen im Juli 1952 zum Kreis Klingenthal im Bezirk Chemnitz (1953 in Bezirk Karl-Marx-Stadt umbenannt), der im Jahr 1990 als sächsischer Landkreis Klingenthal fortgeführt wurde und 1996 im Vogtlandkreis aufging.
Der Bahnhof Siebenbrunn verlor 1975 mit der Einstellung der Bahnstrecke nach Erlbach über Markneukirchen seine Bedeutung als Bahnknotenpunkt. Zum 8. Dezember 2012 wurde der planmäßige Schienenpersonennahverkehr auf der Strecke zwischen Zwotental und Adorf (Vogtl) durch den zuständigen Verkehrsverbund Vogtland abbestellt. Seitdem gibt es in Siebenbrunn keinen regelmäßigen Zugverkehr mehr.

## Verkehr
Durch Siebenbrunn führt die Bundesstraße 283. Der Bahnhof Siebenbrunn wurde 1875 eröffnet. Er wurde zwischen 1875 und 2012 auf der Bahnstrecke Chemnitz–Aue–Adorf und zwischen 1909 und 1975 auf der Bahnstrecke Siebenbrunn–Erlbach bedient. Seitdem wird der Bahnhof nicht mehr regelmäßig im Personenverkehr bedient.
Der Ort ist im Stundentakt mit der PlusBus-Linie 30 des Verkehrsverbunds Vogtland an Markneukirchen, Adorf, Bad Elster und Klingenthal angebunden. Außerdem verkehrt die zweistündliche TaktBus-Linie 93 zwischen Schöneck und Bad Elster. Die RufBus-Linie 33 führt von Markneukirchen nach Wohlbach durch den Ort.